# Joroinen
Joroinen [ˈjoroi̯nen] (schwedisch Jorois) ist eine Gemeinde mit 4540 Einwohnern (Stand 31. Dezember 2022) in Ostfinnland. Sie liegt 15 km südlich der Stadt Varkaus in der Seenplatte der Landschaft Nordsavo. Joroinen ist heute ausschließlich finnischsprachig.
Joroinen besteht seit 1631 als eigenständiges Kirchspiel. Im Gemeindegebiet gibt es mehrere historische Herrenhäuser, darunter die Gutshöfe Koskenhovi und Frugård. Weil in der gehobenen Gesellschaft dieser Feudalbauten oft standesgemäß Französisch gesprochen wurde, trägt Joroinen den Spitznamen „das Paris von Savo“. Bis in das 19. Jahrhundert hinein gehörte ein Gutteil des urbaren Landes in der Gemeinde dem finnlandschwedischen Adel. Die hölzerne Pfarrkirche von Joroinen wurde Ende des 18. Jahrhunderts erbaut.
Im Gebiet der Gemeinde, unmittelbar östlich des Kirchdorfs, liegt der Flughafen Varkaus. Ab Ende April 2008 wird er wieder für den Passagierverkehr nach Helsinki genutzt.

## Ortsteile
Siedlungsschwerpunkt der Gemeinde ist neben dem Kirchdorf Joroinen der Ort Kuvansi. Daneben umfasst die Gemeinde folgende Dörfer und Siedlungen: Huutokoski, Häyrilä, Joroisniemi, Järvikylä, Kaijonkylä, Kaitainen, Katisenlahti, Kerisalo, Kolma, Kotkatlahti, Kurensydänmaa, Kurkela, Koskenkylä, Lahnalahti, Maavesi, Montola, Ruokojärvi, Ruokoniemi, Savuniemi, Sydänmaa, Tahkoranta, Vättilä.

## Söhne und Töchter
- Kaarlo Heiskanen (1894–1962), Offizier, zuletzt General der Infanterie
- Jukka Hentunen (* 1974), Eishockeyspieler
- Tiina Boman (* 1977), Triathletin
- Pekka Salminen (* 1981), Skispringer